# Valkó
Valkó là một làng thuộc hạt Pest, Hungary. Làng này có diện tích 37,59 km², dân số năm 2010 là 2566 người, mật độ 68 người/km².